# Coprosma lanceolaris
Coprosma lanceolaris är en måreväxtart som beskrevs av Ferdinand von Mueller. Coprosma lanceolaris ingår i släktet Coprosma och familjen måreväxter.
Artens utbredningsområde är Lord Howeön. Inga underarter finns listade i Catalogue of Life.